# Mistr s kostkou
Mistr s kostkou také Master of the Die či Meister mit dem Würfel (kolem 1525-1560) byl italský rytec a grafik s neznámou identitou. Jeho rok narození a úmrtí také nejsou známy.
Identita Mistra s kostkou je nejistá. Dostal toto jméno, protože své práce podepisoval malou kostkou s písmenem "B". Některé snahy o určení identity umělce jej označují jako Benedetta Verina, syna Marcantonia Raimondiho Daddiho nebo Dada, Giovanniho Francesca Zabella nebo Tommasa Vincidora. Jediné co je o něm známo, že studoval u Marcantonia Raimondiho. Pracoval ve stylu Raphaela. Některá jeho díla jsou umístěna v Metropolitním muzeu umění.

## Životopis
Umělec pracoval v ateliéru rytce Marca-Antoina Raimondiho. Vytvářel hlavně reprodukce díla Raffaela či dokonce Giulia Romana a Baldassara Peruzzi.
Vytvářel především náboženské a mytologické rytiny. V roce 1532 vytvořil rytinu Obrácení setníka (La Conversion du centurion (Londýn, Britské muzeum). Tato rytina představuje římského setníka klečícího v úctě před Kristovým křížem. Rytina byla inspirací pro Rembrandtovu postavu setníka na obraze Tři kříže (Les Trois Croix).

## Kolekce
Sbírka četných umělcových tisků rytin či leptů je uložena ve Francouzské národní knihovně Knihovna také vlastní dílo Dějiny lásek k psychice a Amorovi, které ilustroval 32 rytinami podle Raffaela. Národní italská chalkografie vlastní tisky vytvořené koncem devatenáctého století podle čtyř desek italského "Mistra Kostek".